# Gage Hotel
Le Gage Hotel est un hôtel américain à Marathon, dans le comté de Brewster, au Texas. Partie des Recorded Texas Historic Landmarks depuis 1981, il est inscrit au Registre national des lieux historiques depuis le 4 décembre 2020.